# 倭館駅
倭館駅（ウェグァンえき）は、大韓民国慶尚北道漆谷郡倭館邑にある、韓国鉄道公社（KORAIL）京釜線の駅。

## 歴史
駅名の由来である倭館は、文禄・慶長の役の時に日本軍の兵糧集積所があったことに由来する。
1905年発表の『満韓鉄道唱歌』（大和田建樹作詞）では、10番に当駅が触れられている。
10. 豊太閤の征韓軍　暫くここに留まりて　其名を残す倭館駅　偉志千年に朽ちもせず
- 1905年1月1日：開業。
- 1962年：米軍基地への引き込み線が開通。
- 1972年：5級駅に昇格。
- 2006年7月：グループ代表駅になる。
- 2009年9月：普通駅に格下げされる。
- 2010年11月1日：セマウル号の停車を終了。
- 2024年12月14日：大慶線が開業[1]。

## 駅構造
島式ホーム2面4線を有する地上駅。駅舎と各ホームとは地下連絡通路で結ばれている。

### のりば
| 1・2 | 京釜線（上り） | 金泉・大田・天安・ソウル方面 |
| 3・4 | 京釜線（下り） | 東大邱・密陽・亀浦・釜山方面 |

## 利用状況
2010年度の1日平均乗車人員は2,012人、1日平均乗降人員は4,192人である。

## 駅周辺
- 漆谷郡庁
- 倭館温泉
- 天然記念物第146号倭館錦舞峰木ワラビ化石包含地
- 慶北文化財資料第245号黙軒宗宅
- 慶北文化財資料第275号海隠古宅
- 場真紅記念碑
- 漆谷梅園洞古墳
- 洛東江

## 隣の駅
韓国鉄道公社
京釜線
ITX-セマウル
通過
ムグンファ号
若木駅 - 倭館駅 - 新洞駅
大慶線
沙谷駅 - 倭館駅 - 西大邱駅